# Manoteras (metrostation)
Manoteras is een metrostation in het stadsdeel Hortaleza van de Spaanse hoofdstad Madrid. Het station werd geopend op 11 april 2007 en wordt bediend door lijn 4 van de metro van Madrid.